# جيمس دان (سياسي أسترالي، مواليد 1928)
جيمس دان هو دبلوماسي وسياسي أسترالي، ولد في 6 يناير 1928 في بوندابيرج في أستراليا، وتوفي في 31 يناير 2020.